# Коростышевская хлопчатобумажная фабрика
Коростышевская хлопчатобумажная прядильно-ткацкая фабрика — промышленное предприятие в городе Коростышев Коростышевского района Житомирской области.

## История
В 1890е годы в Коростышеве действовали шесть небольших суконных фабрик, в 1910 - 1913 гг. объёмы их производства увеличились, но с осложнением экономической ситуации после начала первой мировой войны их положение осложнилось.
В ходе гражданской войны и советско-польской войны хозяйству и предприятиям города был нанесён значительный урон, но после окончания боевых действий в 1920 году началось их восстановление. В дальнейшем, было принято решение об объединении суконных фабрик в одно предприятие.
В 1922 году суконная фабрика возобновила работу.
В 1935 году суконная фабрика (на которой в это время работали 125 рабочих) являлась одним из крупнейших предприятий Коростышева. В середине 1930х годов было принято решение о создании на базе суконной фабрики новой хлопчатобумажной фабрики, до войны были построены машинное отделение, склад для сырья и корпуса красильного и прядильного цехов.
В ходе Великой Отечественной войны и во время немецкой оккупации города (с 9 июля 1941 до 28 декабря 1943 года) предприятие пострадало, в декабре 1943 года оно было разрушено отступавшими немецкими войсками.
После войны началось восстановление предприятия как хлопчатобумажной фабрики, работающей на хлопке из Средней Азии и Закавказья. В соответствии с четвёртым пятилетним планом восстановления и развития народного хозяйства СССР в 1946 - 1950 гг. были отстроены помещения прядильного, красильного и ворсовального цехов, установлено оборудование и фабрика была введена в эксплуатацию.
В 1960е годы станочный парк фабрики был полностью обновлён, и с 1969 года предприятие освоило производство тканей из вискозы и синтетических волокон.
В 1972 году фабрика произвела около 2 млн. метров тканей из искусственных волокон.
В целом, в советское время хлопчатобумажная фабрика входила в число ведущих предприятий города.
После провозглашения независимости Украины фабрика перешла в ведение государственного комитета лёгкой и текстильной промышленности Украины (Держкомлегтекс). В дальнейшем, государственное предприятие было преобразовано в открытое акционерное общество. В мае 1995 года Кабинет министров Украины утвердил решение о приватизации предприятия.

## Дополнительная информация
Здание хлопчатобумажной фабрики является памятником архитектуры местного значения.